# 袁周
袁周（1957年7月—），男，汉族，河南长葛人，中华人民共和国政治人物，中国共产党党员，曾任贵阳市委副书记、市长，贵州省人大常委会副主任，全国人民代表大会贵州地区代表。

## 生平
1980年毕业于安顺师范专科学校中文专业；1986年7月，任共青团安顺地委书记；1990年3月，任共青团贵州省委副书记；1994年4月，任毕节地委副书记；1997年4月，任铜仁地委副书记、行署专员（2000年3月至2001年1月在中央党校中青班学习）；2001年12月，任贵州省发展计划委员会副主任、党组副书记；2005年1月，任贵阳市委副书记，2005年2月任贵阳市市长；2011年1月至2021年2月，任贵州省人大常委会副主任，2011年3月兼任贵州省总工会主席。
2008年担任全国人大代表。2013年，担任全国人大代表。2018年2月24日，当选为第十三届全国人大代表。2018年10月25日，中华全国总工会第十七届执行委员会召开第一次全体会议，选举全总十七届执委会主席、副主席和主席团委员，他当选为全总主席团委员。